# Groble (Chrzanów)

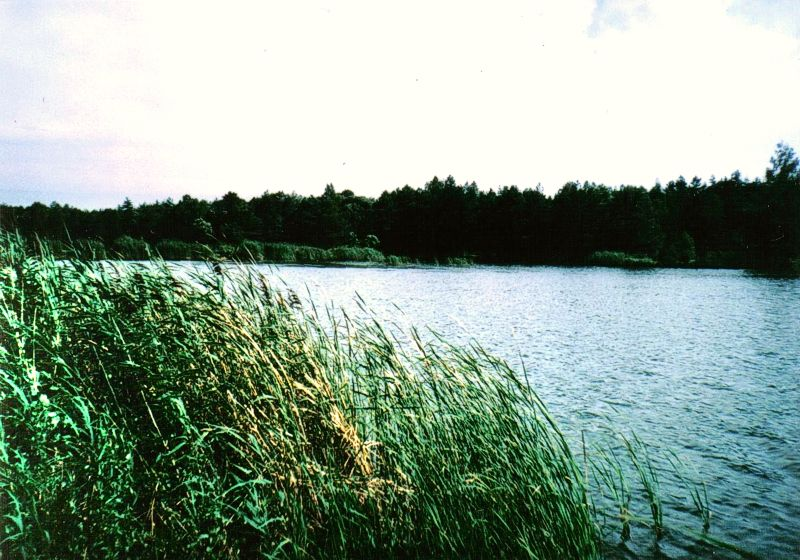
Stawy "Groble"

Groble – zespół stawów wędkarskich oraz osada leśna złożona z zabudowań w ich pobliżu, położone w kompleksie leśnym na terenie miasta Chrzanowa.
Akwenem Groble gospodaruje Koło nr 10 - Chrzanów Miasto Polskiego Związku Wędkarskiego.
W skład zabudowań osady Groble wchodzi leśniczówka "Osada Leśna Grobla" należąca do Nadleśnictwa Chrzanów oraz Ośrodek Rekolekcyjny Karmelitów Bosych z Czernej, położony nad stawem Szymalówka.
Przez osadę Groble prowadzą szlaki rowerowe, oznakowane kolorami czerwonym i zielonym.